# Francisco Varela (football)
Ne doit pas être confondu avec Francisco Varela.
Francisco Miguel Varela Martín, plus communément appelé Francisco Varela, né le 26 octobre 1994 à Atarfe, est un footballeur espagnol évoluant actuellement au poste d'arrière gauche.

## Biographie
Formé au Betis Séville, Francisco Varela signe un contrat pro avec son club formateur en 2012, mais ne découvre le monde du football professionnel qu'avec l'équipe réserve. Il réalise ses débuts avec l'équipe première le 27 février 2014 lors d'un match de Ligue Europa face au club russe du Rubin Kazan en remplaçant son compatriote Rubén Castro en fin de match.

En juillet 2014, il prolonge son contrat qui le lie au club sévillan jusqu'en 2016.

En novembre 2014, alors qu'il est censé n'être que le troisième choix de l'équipe première au poste d'arrière gauche, il s'impose et devient titulaire, profitant de la longue blessure d'Álex Martínez, et des performances décevantes de Jorge Casado.

Joueur clé du club à seulement 20 ans, il aide son équipe à retrouver la Liga, en terminant champion de D2 2014-2015.

La saison suivante, il découvre l'élite du football espagnol, mais ne joue qu'avec un statut de remplaçant, barré par la concurrence du Péruvien Juan Manuel Vargas, arrivé de la Fiorentina en août.

## Palmarès
Il est champion de D2 espagnole en 2015 avec le Betis Séville.